# 2ТЕ116
Тепловоз 2ТЕ116 — вантажний магістральний тепловоз, який вироблявся в СРСР, потім в Україні на Луганському тепловозобудівному заводі.

## Історія створення
«Основними напрямками розвитку народного господарства СРСР на 1976—1980 роки» було передбачено освоєння випуску двосекційних вантажних магістральних тепловозів потужністю 8000 к.с. Прототипом для створення таких локомотивів став тепловоз 2ТЕ116, який започаткував будівництва нового сімейства вантажних магістральних тепловозів, перший екземпляр побудували 1971.
Магістральний двосекційний тепловоз 2ТЕ116 потужністю 2х3060 к.с., призначений для водіння вантажних поїздів на залізницях СРСР, був сконструйований тепловозобудівним заводом ім. Жовтневої Революції (м. Ворошиловград) у співпраці з заводами: тепловозобудівним ім. Куйбишева (м. Коломна), транспортного машинобудування ім. Малишева, «Електроважмаш» ім. Леніна, «Електромашина» (м. Харків) і галузевими інститутами тепловозобудування і Міністерства колійного сполучення.

## Конструкція
Тепловоз 2ТЕ116 складається з двох однакових однокабінних секцій, які керуються з одного (будь-якого) поста кабіни, і з'єднані автозчепленням СА-3. За потреби кожну секцію можна використовувати як окремий тепловоз. Для переходу з секції в секцію в задній стінці секцій наявні двері та перехідний майданчик, закритий гумовим суфле. Все силове і допоміжне обладнання розташоване в кузові, з тримальною головною рамою.
На тепловозі застосована ДГУ (дизель-генераторна установка) 1А-9ДГ, яка розташована на середній частині головної рами. ДГУ складається з 16-циліндрового дизеля 1А-5Д49 і синхронного трифазного генератора ГС-501А. Дизель і тяговий генератор змонтовані на єдиній піддизельній рамі зварної конструкції та з'єднані між собою напівжорсткою пластинчастою муфтою. Дизель 5Д49 належить до уніфікованого ряду ЧН26/26, що означає — чотиритактний з газотурбінним наддуванням, діаметр циліндра і хід поршня 260 мм. Управління дизелем — електричне, дистанційне за допомогою встановлених на регуляторі дизеля чотирьох електромагнітів. Електромагніти отримують живлення від контролера машиніста.
Схема електричної передачі — стандартна радянська, змінно-постійного струму, реалізована також на тепловозах ТЕП70, 2ТЕ121, ТЕМ7. Від синхронного тягового генератора також живляться асинхронні двигуни з короткозамкнутим ротором (АДКЗ) мотор-вентиляторів охолодження обладнання. Над ГС-501А встановлений однофазний синхронний збуджувач ВС-650 і колекторний стартер-генератор КСГ. КСГ виконує провертання двигуна для запуску, отримуючи живлення від акумуляторної батареї, а після запуску працює як генератор, виробляючи постійну напругу 110 В для заряду батареї, живлення кіл управління/освітлення, а також колекторних двигунів (двигунів постійного струму, ДПТ) приводу деяких агрегатів.
На тепловозі наявні мотор-вентилятори (МВ) з приводом від АДКЗ:
- відцентрові МВ тягових двигунів переднього і заднього візка — 2 шт;
- відцентровий МВ охолодження випрямної установки та УВВ — 1 шт;
- осьовий МВ охолодження ГС-501А — 1 шт;
- осьові МВ холодильника води дизеля — 4 шт;

Двигуни вентиляторів холодильника мають зовнішній ротор — статор розташований в центрі двигуна і його полюсні наконечники обернені назовні від осі, а ротор виконаний у вигляді кільця та охоплює статор.
Привід від колекторних двигунів мають:
- мотор-компресор КТ-6Эл, який живить гальмівну систему і пневматичну автоматику — 1 шт, привід — через понижувальний редуктор;
- осьовий мотор-вентилятор витяжної вентиляції кузова — 1 шт;
- шестерний паливопідкачувальний насос — 1 шт;
- шестерний маслопрокачувальний насос. Створює тиск в масляній системі дизеля перед пуском — 1 шт;
- мотор-вентилятор калорифера опалення кабіни — 1 шт.

Тепловоз має кузов з тримальною головною рамою. Для монтажу і демонтажу обладнання дах кузова виготовлений з п'яти знімних секцій, з них три з вбудованими коробами-повітрозабірниками для очищення повітря, яке після очищення охолоджує тяговий генератор, випрямну установку і тяговий електродвигун.
Застосування роз'ємів в електричній проводці по кузову та ущільнювальних поясів даху дозволяє швидко демонтувати необхідну секцію даху, для швидкого доступу до несправного обладнання. Глушник шумів вихлопних газів з дизеля, також закріплений на знімній секції даху.

## Експлуатація і технічні характеристики

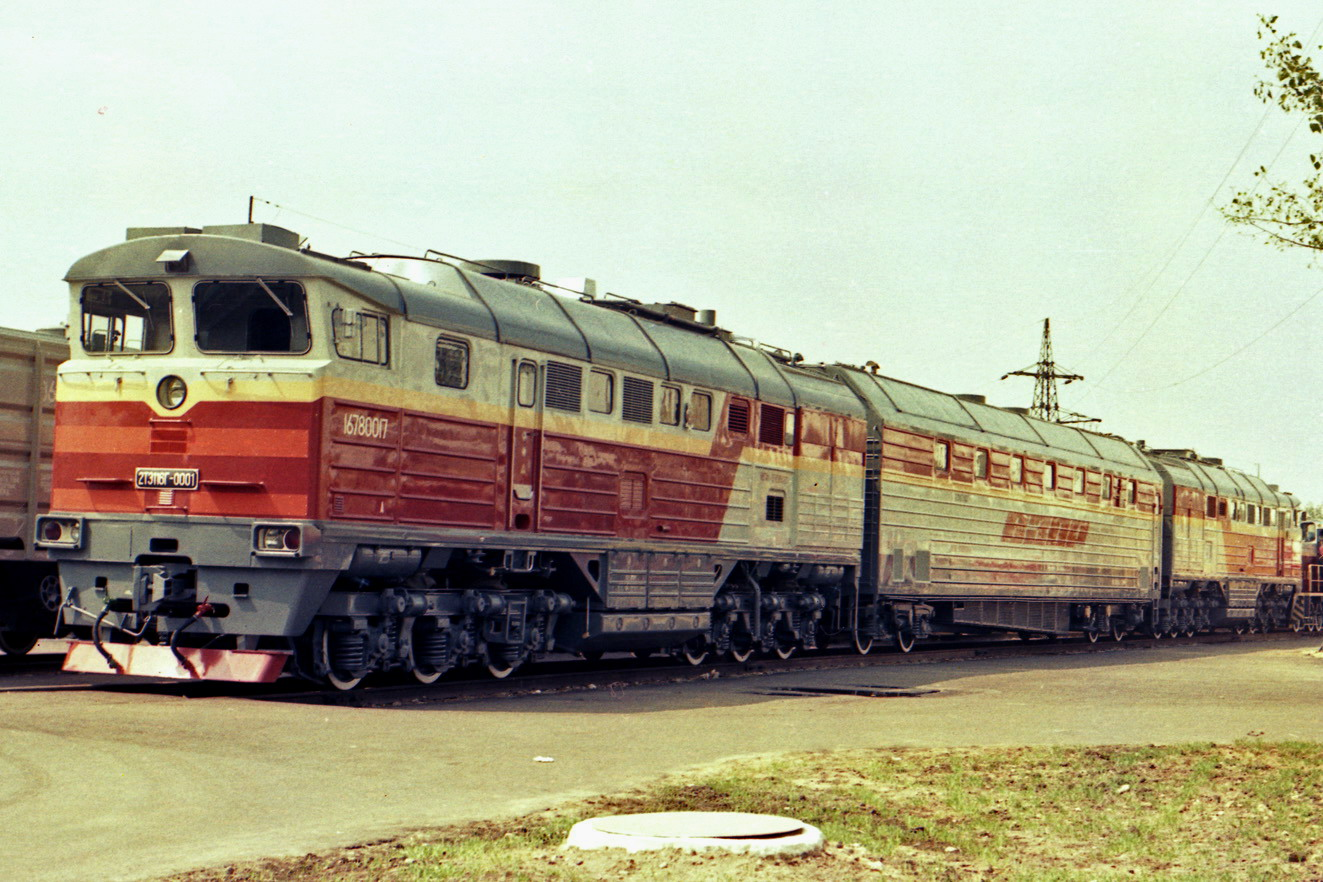
Перший і єдиний зразок тепловоза 2ТЕ116Г-0001 (на газовому паливі). У центрі - кріогенна секція.

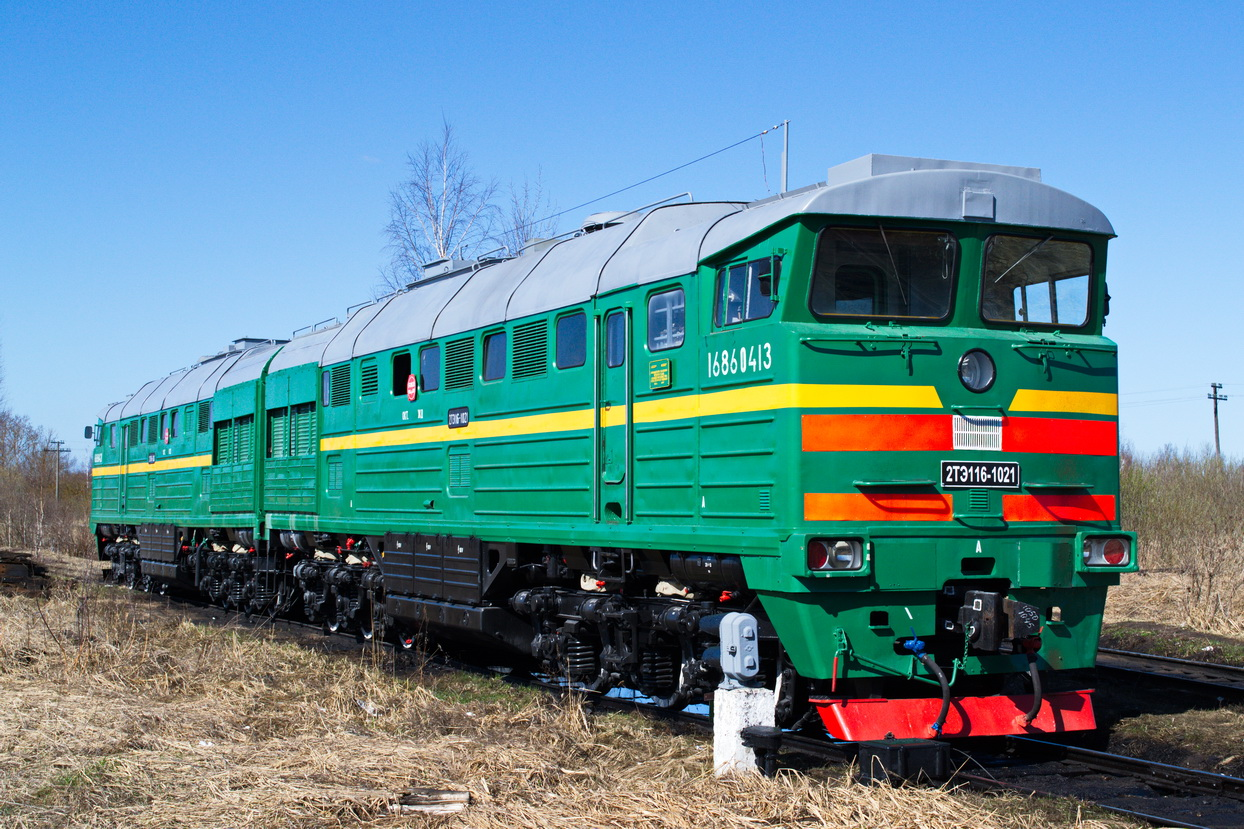
Тепловоз 2TE116-1021 «Російські залізниці» (Росія)

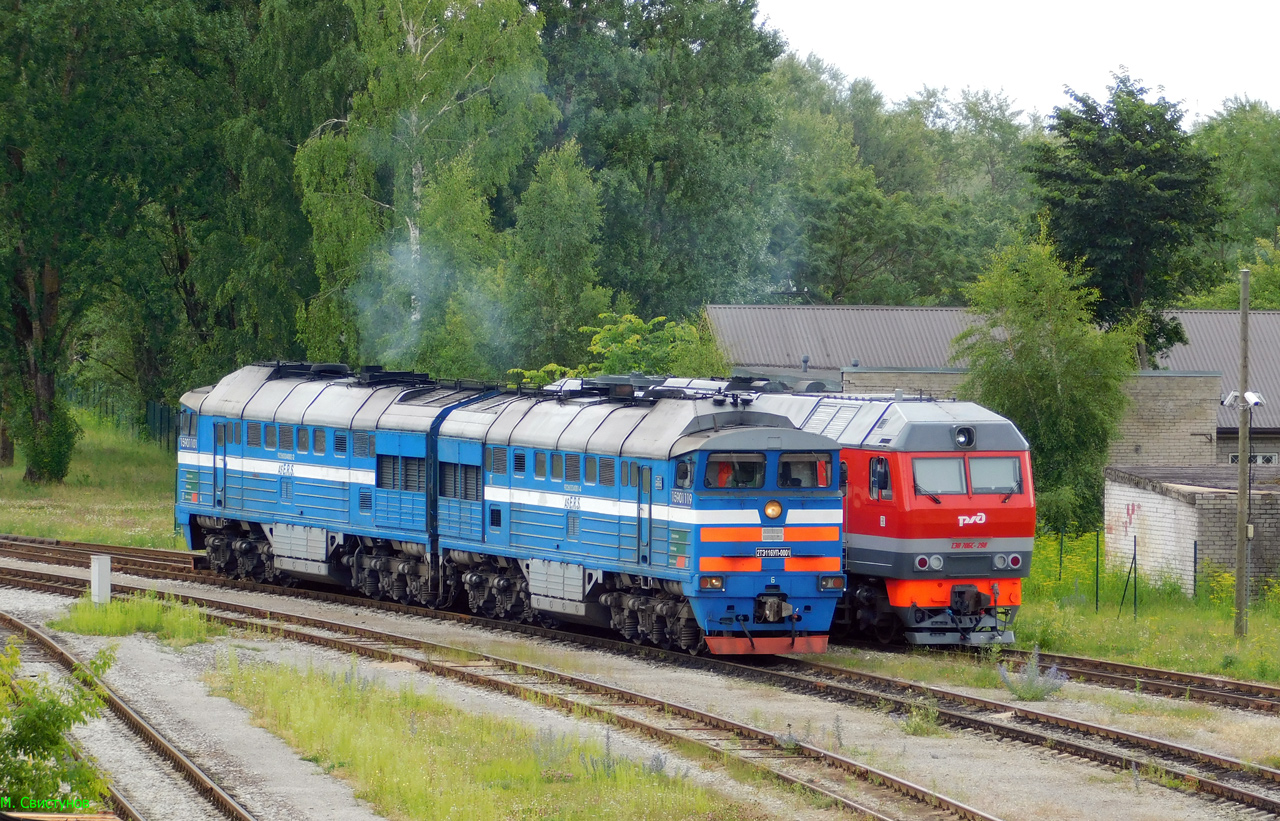
2ТЕ116УП-0001 та ТЕП70БС-298, станція Нарва, Естонія

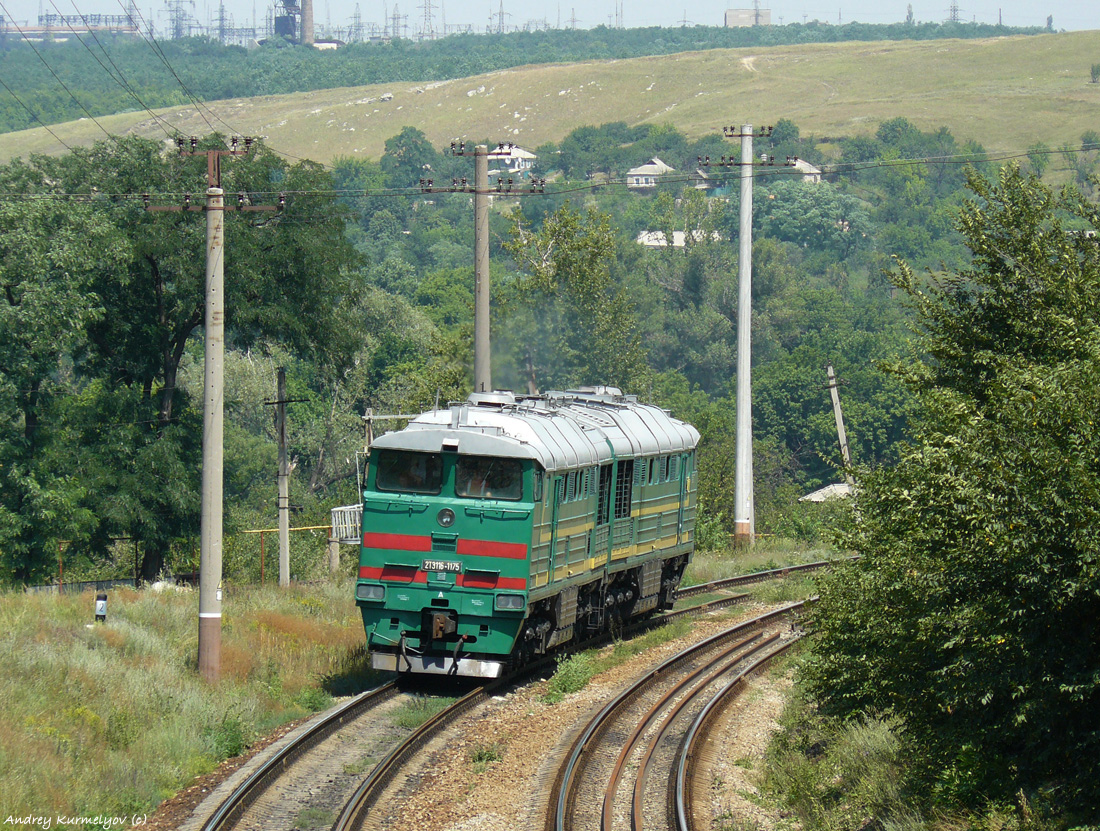
2ТЕ116-1175, перегін Первомайськ - Кадіївка (кол. Стаханов)

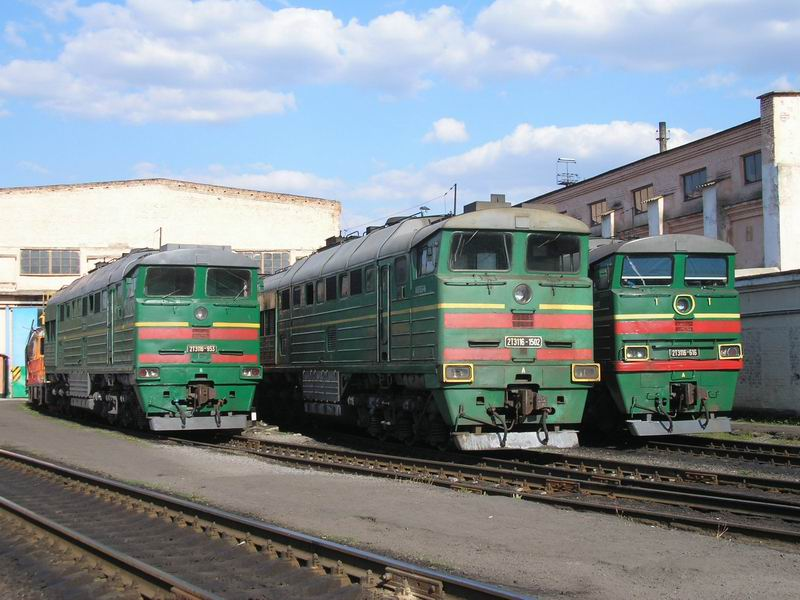
Тепловози 2ТЕ116, Локомотивне депо «Полтава»

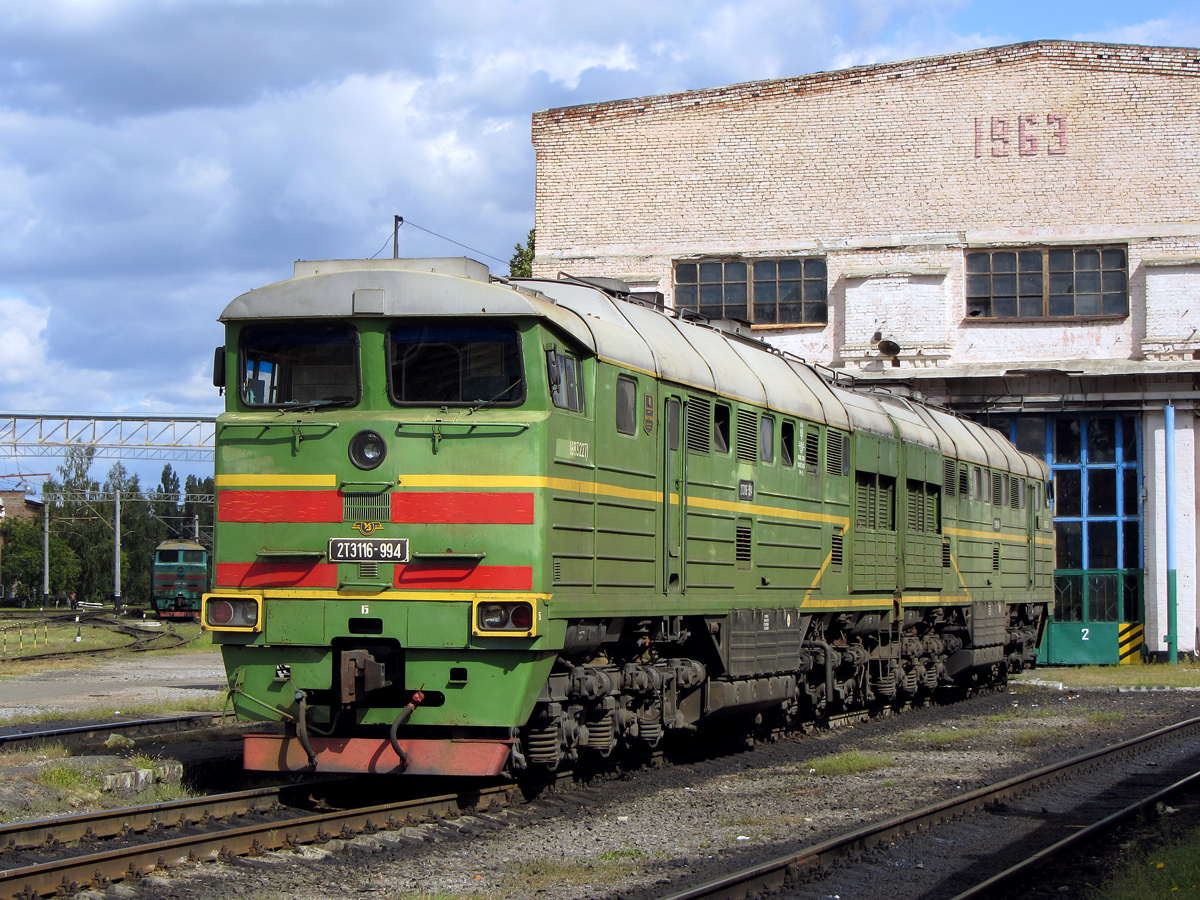
2ТЕ116-994, Локомотивне депо «Полтава»

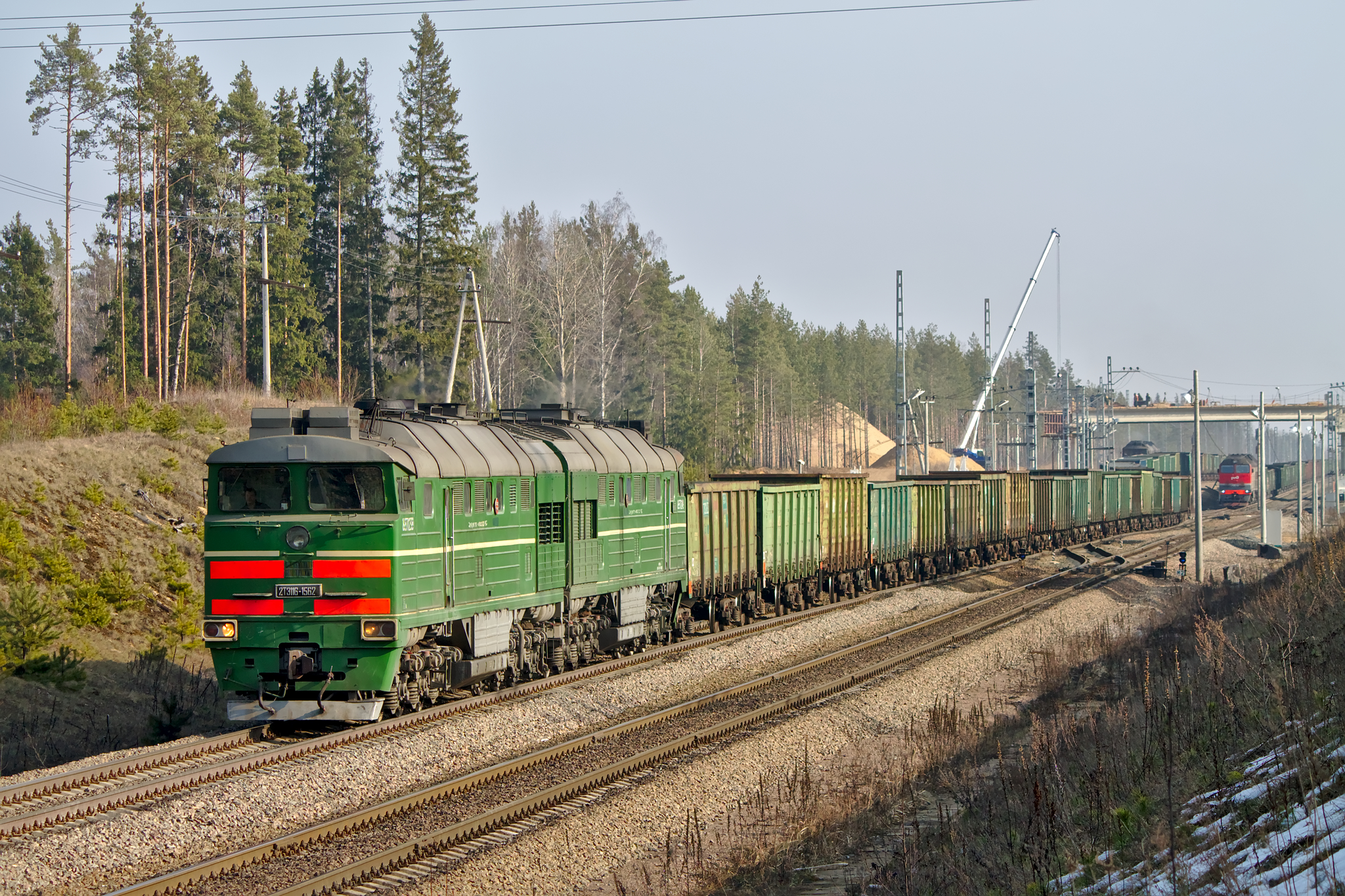
2ТЕ116-1562, станция Котли, Росія

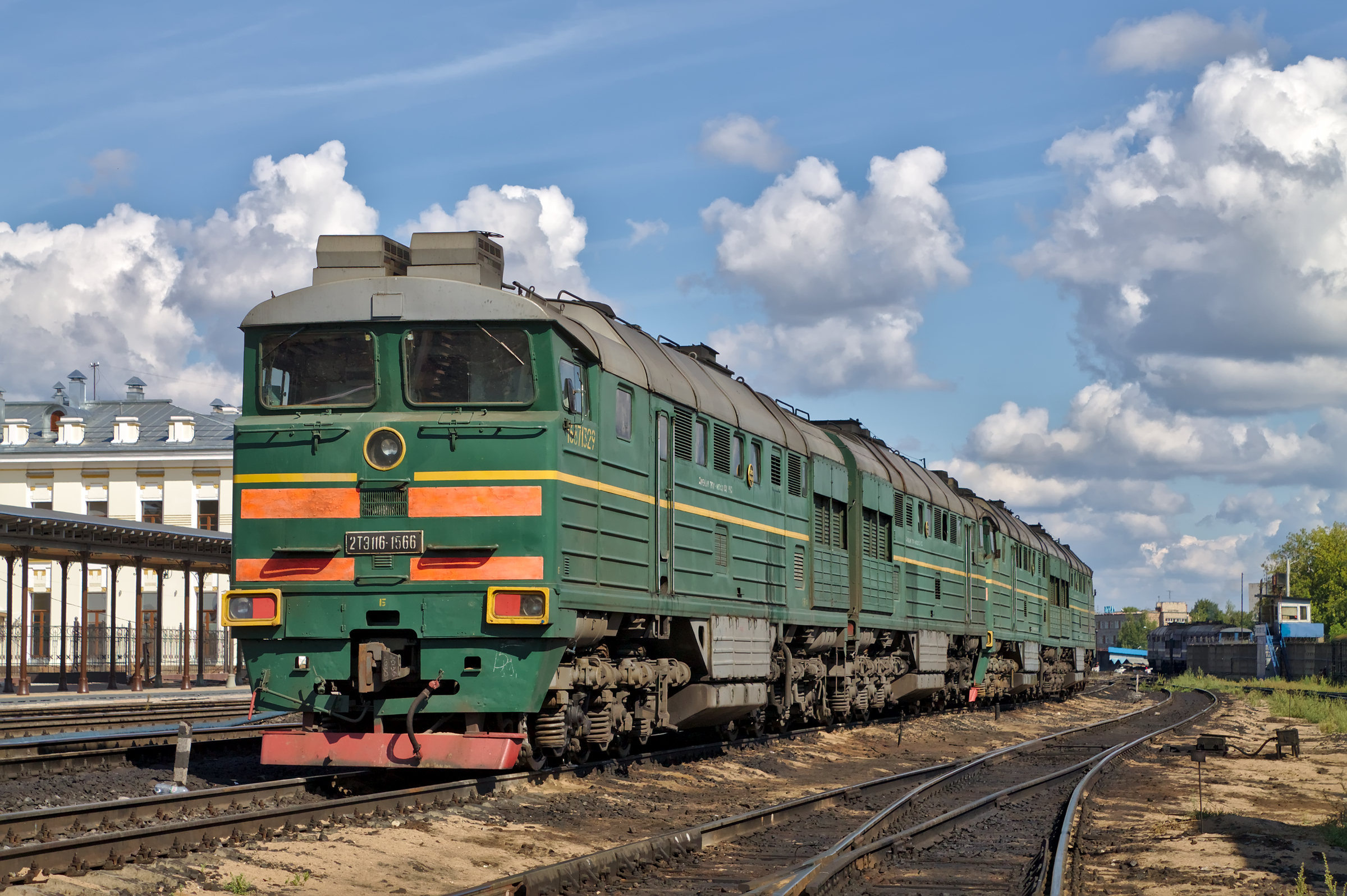
2ТЕ116-1566, ст. Рибінськ-Пасажирський

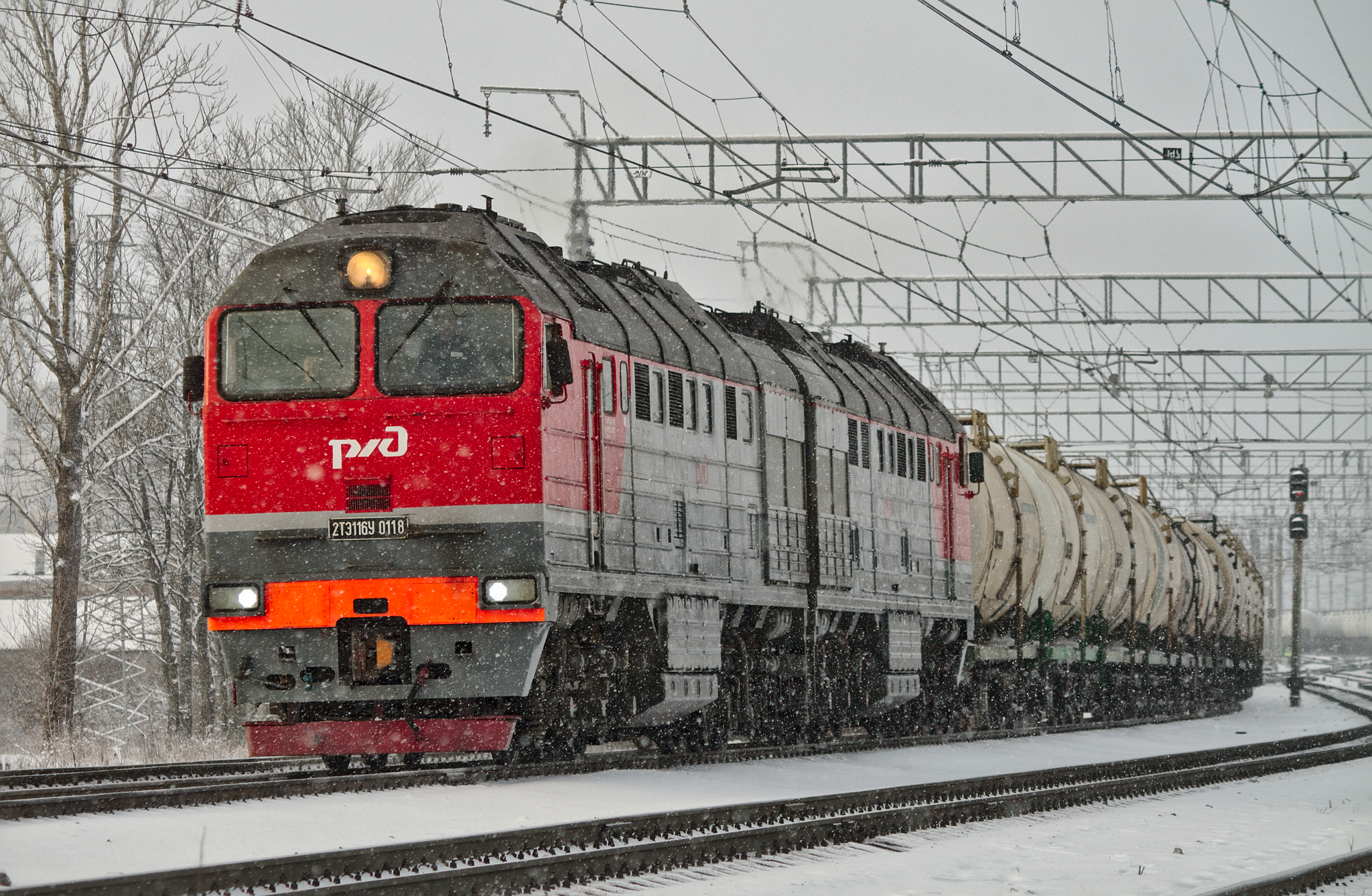
2ТЕ116У-0118 «Російські залізниці»

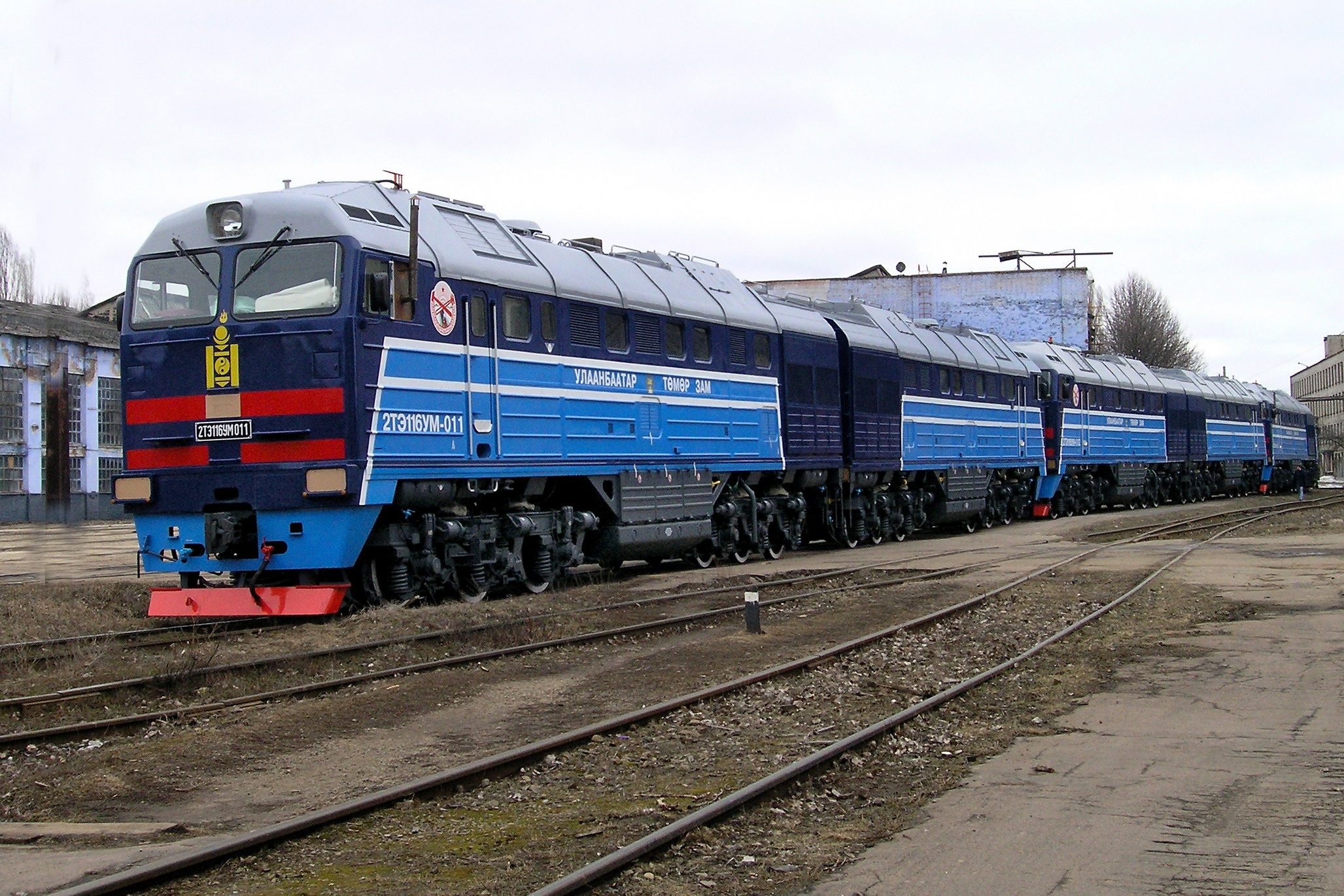
Тепловоз 2ТЕ116УМ-011, «Улан-Баторська залізниця» (Монголія)

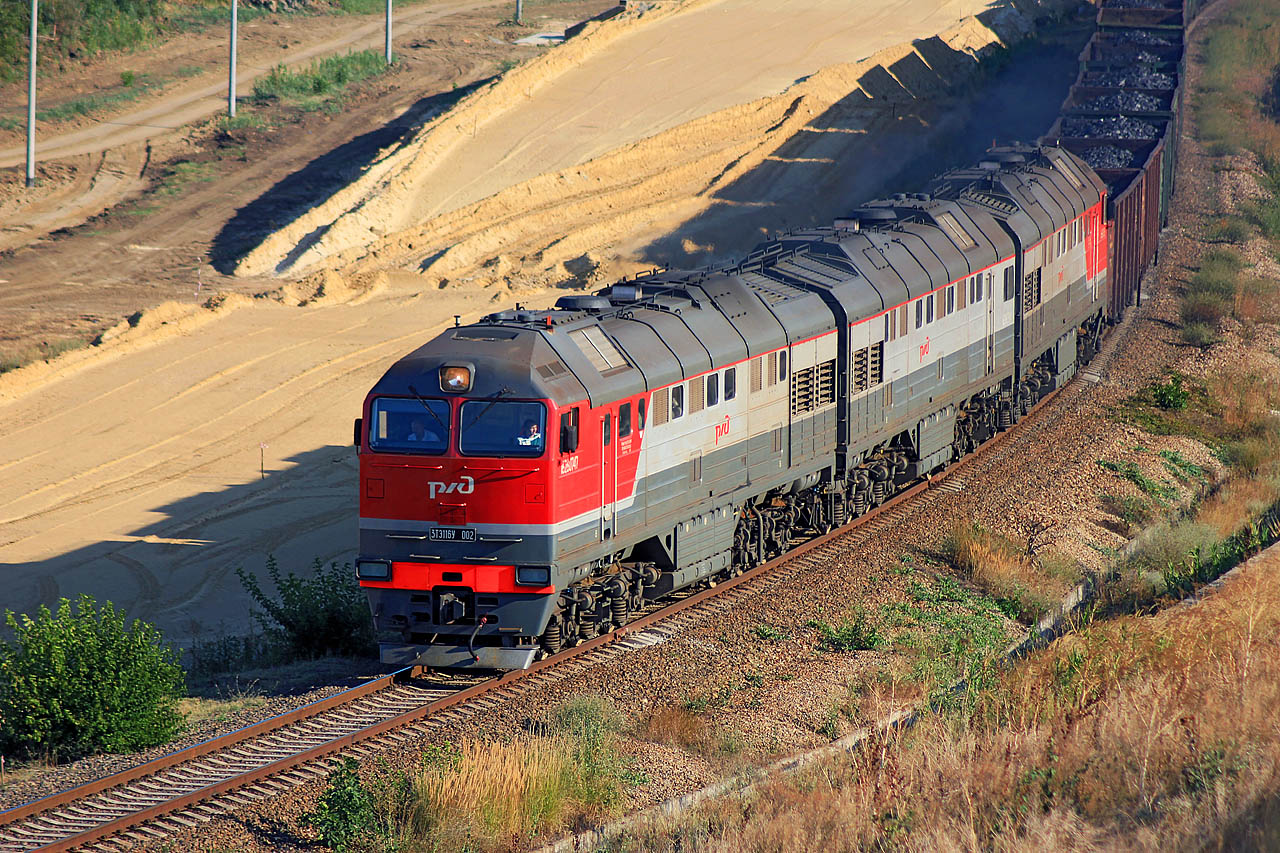
Трисекційний тепловоз 3ТЕ116У-002, Краснодарський край, Росія

Тепловози 2ТЕ116 експлуатуються на таких залізницях і локомотивних депо (тягових частинах) України:
| Одеська залізниця          | Арциз філія ТЧ-1             |
| Одеська залізниця          | ТЧ-5 імені Тараса Шевченка   |
| Південна залізниця         | ТЧ-12 Гребінка               |
| Південна залізниця         | ТЧ-5 Полтава                 |
| Південна залізниця         | ТЧ-6 Кременчук               |
| Південна залізниця         | ТЧ-7 Ромни                   |
| Південна залізниця         | ТЧ-9 Лозова                  |
| Південна залізниця         | ТЧ-3 Харків-Основа           |
| Донецька залізниця         | ТЧ-4 Красноармійськ          |
| Донецька залізниця         | ТЧ-5 Сватове                 |
| Донецька залізниця         | ТЧ-6 Попасна                 |
| Донецька залізниця         | ТЧ-7 Родакове                |
| Донецька залізниця         | ТЧ-10 Дебальцеве-Сортувальна |
| Донецька залізниця         | ТЧ-14 Дебальцеве-Пасажирська |
| Донецька залізниця         | ТЧ-16 Кіндрашівська-Нова     |
| Донецька залізниця         | ТЧ-17 Волноваха              |
| Донецька залізниця         | ТЧ-19 Іловайськ              |
| Придніпровська залізниця   | ТЧ-1 Нижньодніпровськ-Вузол  |
| Придніпровська залізниця   | ТЧ-2 Кривий Ріг              |
| Придніпровська залізниця   | ТЧ-3 Мелітополь              |
| Придніпровська залізниця   | ТЧ-4 Пологи                  |
| Придніпровська залізниця   | ТЧ−10 Джанкой                |
| Придніпровська залізниця   | ТЧ-11 Апостолове             |
| Придніпровська залізниця   | ТЧ-6 Керч                    |
| Південно-Західна залізниця | ТЧ-9 Дарниця                 |
| Південно-Західна залізниця | ТЧ-11 Конотоп                |
| Південно-Західна залізниця | ТЧ-4 Жмеринка                |
| Південно-Західна залізниця | ТЧ-7 Коростень               |

В Російській Федерації 2ТЕ116 експлуатуються на Приволзькій, Північно-Кавказькій, Жовтневій та Свердловській залізницях.

### Технічні характеристики
- Рід служби — вантажний (пасажирський при модернізації)
- Осьова формула — 2*(3О−3О)
- Ширина колії, мм — 1520
- Потужність, кВт (к.с.) — 2*2250.6 (2*3060)
- Службова маса, т — 2*138
- Осьове навантаження, кН (тс) — 226 (23)
- Конструкційна швидкість, км/год — 100
- Транспортувальна швидкість, км/год — 120
- Мінімальний радіус проходження кривих, м — 125
- Діаметр колеса по колу кочення при середньозношених бандажах, мм — 1050
- Сила тяги тривалого режиму, кН (тс) — 2*255 (2*26)
- Швидкість тривалого режиму, км/год — 24

Габарити
- довжина по осям автозчеплення — 2*18150 мм
- ширина — 3080 мм
- висота від головки рейки — 5104 мм

Запаси, кг
- палива — 2×7000
- піску — 2×1000
- води — 2×1250
- мастила — 2×1000

## Модифікації
- 2ТЕ116Г — експериментальний тепловоз на газовому паливі. Складається з трьох секцій — двох дизельних (як на звичайному тепловозі 2ТЕ116) і одної кріогенної з газифікатором. На тепловозі застосовується газодизель-генератор 1ГДГ з електронною системою контролю, регулювання і захисту дизеля (СКРДЗ-3), наявні додаткові системи подачі води та газу, управління газовою апаратурою, контролю і захисту, сигналізації, включення газу («щит-2-1»), вентиляції електровідсіків і відсіку газової апаратури, дистанційного відчеплення дизельних секцій від кріогенної. Побудований 1988.
- 2ТЕ116М — модифікація тепловоза 2ТЕ116, під час якої встановлене реостатне гальмо, яке потім встановлювалося на серійних модифікаціях 2ТЕ116 і 2ТЕ116У. Особливістю електричної схеми цього тепловоза є збереження живлення асинхронних трифазних електродвигунів допоміжних машин від тягового генератора і під час електричного гальмування, а також управління режимом електричного гальмування за допомогою системи автоматичного регулювання гальмування (САРГ (рос. САРТ)). Система дозволяє, автоматично підтримувати задану швидкість на спусках.
- 2ТЕ116А — універсальний тепловоз, який спроектували для максимальної уніфікації з новим тепловозом 2ТЕ121, який будували в 1980-их роках — прототипом тепловоза 4ТЕ130. Кузови секцій тепловоза аналогічні кузовам тепловозів 2ТЕ121. Вони мають суцільну тримальну конструкцію, виготовлені з низьколегованої сталі, а знімні блоки даху зроблені з алюмінієвого прокату. Окремо зібрані кабіни машиніста встановлені в кузовах на гумових амортизаторах. Рама кузова використана як трубопровід який використовувався для подачі повітря яке призначалося для охолодження електричних машин і випрямної установки від загального вентилятора (централізована система повітрозабезпечення). На кінцях рами розміщені ніші для акумуляторної батареї. Розміщення обладнання в кузові аналогічне розміщенню його на тепловозі 2ТЕ121. На тепловозах 2ТЕ116А № 001 і 002 були встановлені тягові електродвигуни ЕД-125Б, на тепловозах № 003 і 004 — тягові електродвигуни ЕД-118В. На сьогодні всі машини списані.
- 2ТЕ116УП — вантажопасажирська модифікація, єдиний екземпляр збудовано 1996. Потужність дизеля збільшена до 3600 к.с., тепловоз обладнаний реостатним гальмом і системою електроопалення рухомого складу (поїзда). Тяговий агрегат складається з тягового і допоміжного синхронних генераторів, змонтованих в одному корпусі. Допоміжний генератор через випрямляч забезпечує енергопостачання пасажирського поїзда, напругою 3000В постійного струму, потужністю 575 кВт з кожної секції при номінальному режимі. Сила тяги тривалого режиму 2*323 кН (2*33 тс), конструкційна швидкість 120 км/год.
- 2ТЕ116У — (рос. «усовершенствованный»). Модифікація локомотива 2ТЕ116 для РЖД, обладнана новою кабіною (по типу 2ТЕ126/136) зі встановленням кондиціонованого повітря, з реостатним гальмуванням та збільшеною потужністю двиггуна до 3600 к.с. і мікропроцесорною системою управління і діагностики (МСУД).
- 2ТЕ116УМ — модифікація для Монголії з покращеною системою очищення наддувного повітря і збільшеною потужністю дизелів. Мають власну номерацію, яка розпочинається з 001. Побудовано близько 25 екземплярів. Тепловоз 2ТЕ116У-0062 має збільшену до 4100 к.с. потужність двигунів, у зв'язку з чим змінена задня частина даху секцій.
- 2ТЕ116УК — для ТОВ «ПромТрансМенеджмент», без мікропроцесорної системи управління, потужність 3060, без кондиціонерів.

## Ремонтні заводи
- Дніпропетровський тепловозоремонтний завод
- Полтавський тепловозоремонтний завод
- Воронезький тепловозоремонтний завод
- Ізюмський тепловозоремонтний завод